# Bramka logiczna

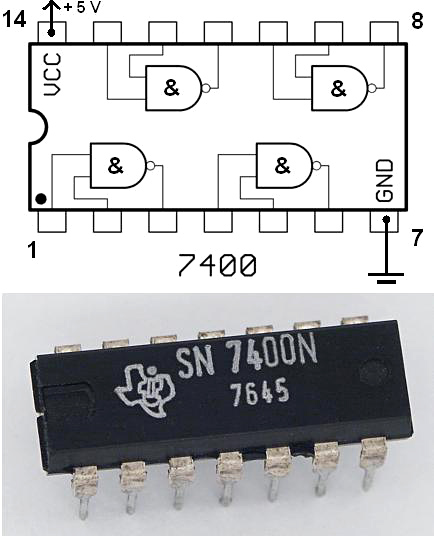
Układ cyfrowy 7400 w technologii TTL, zawierający 4 bramki logiczne NAND

Symbol bramki logicznej NAND

Schemat układu 4011 CMOS z czterema bramkami NAND

Bramka logiczna – element konstrukcyjny maszyn i mechanizmów (dziś zazwyczaj: układ scalony, choć te same funkcje można zrealizować również za pomocą dyskretnych elementów elektronicznych, a także w sferze innych rozwiązań technicznych, np. hydrauliki czy pneumatyki), realizujący fizycznie pewną prostą funkcję logiczną, której argumenty (zmienne logiczne) oraz sama funkcja mogą przybierać jedną z dwóch wartości, np. 0 lub 1 (zob. algebra Boole’a).
Podstawowymi elementami logicznymi, stosowanymi powszechnie w budowie układów logicznych, są elementy realizujące funkcje logiczne: sumy (alternatywy), iloczynu (koniunkcji) i negacji. Są to odpowiednio bramki OR, AND i NOT. Za pomocą dwóch takich bramek (OR i NOT lub AND i NOT) można zbudować układ realizujący dowolną funkcję logiczną, układy takie nazywa się układami zupełnymi.
Bramki NAND (negacja koniunkcji) oraz NOR (negacja sumy logicznej) nazywa się funkcjonalnie pełnymi, ponieważ przy ich użyciu (tzn. samych NAND lub samych NOR) można zbudować układ realizujący dowolną funkcję logiczną.
Inną często stosowaną bramką logiczną jest XOR, która wykorzystywana jest w układach arytmetyki takich jak sumatory czy subtraktory.

## Rodzaje bramek
- bramka NOT
- bramka AND
- bramka NAND (-AND)
- bramka OR
- bramka NOR
- bramka XOR (NEQ)
- bramka XNOR
- bramka trójstanowa

## Tabela wartości
| p | q | FAŁSZ | p AND q | p XOR q | p OR q | p NOR q | p XNOR q | NOT q | q → p | NOT p | p → q | p NAND q | PRAWDA |
| - | - | ----- | ------- | ------- | ------ | ------- | -------- | ----- | ----- | ----- | ----- | -------- | ------ |
| 0 | 0 | 0     | 0       | 0       | 0      | 1       | 1        | 1     | 1     | 1     | 1     | 1        | 1      |
| 0 | 1 | 0     | 0       | 1       | 1      | 0       | 0        | 0     | 0     | 1     | 1     | 1        | 1      |
| 1 | 0 | 0     | 0       | 1       | 1      | 0       | 0        | 1     | 1     | 0     | 0     | 1        | 1      |
| 1 | 1 | 0     | 1       | 0       | 1      | 0       | 1        | 0     | 1     | 0     | 1     | 0        | 1      |

Warto zwrócić uwagę, iż wynik operacji NOT <inny operator>, np. AND › NAND lub OR › NOR, daje zawsze wynik odwrotny niż ów <inny operator>, tzn. jeśli wynik operacji tego operatora na pewnej danej wynosi 1, NOT operator da wynik 0; w przeciwnym wypadku jest odwrotnie.